# Мурминский район
Мурминский район — территориально-административная единица РСФСР, существовавшая с 1929 по 1931 год.
12 июля 1929 года в составе Рязанского округа Московской области был образован Северо-Рязанский район с центром в городе Рязань.
В состав района вошли следующие сельсоветы бывшего Рязанского уезда Рязанской губернии:
- из Мурминской волости: Агро-Пустынский, Алекановский, Барковский, Бельский, Борисковский, Гнетовский, Давыдовский, Дорофеевский, Кальновский, Кидусовский, Красновосходский, Ласковский, Лопухинский, Мурминский, Полковский, Полянский, Рыково-Заборьевский, Рыково-Слободский, Солотчинский, Семкинский, Шереметьево-Песочинский, Шумашский
- из Рязанской волости: Дашково-Песочинский, Дядьковский, Льговский, Рубцовский.

31 августа 1930 года Северо-Рязанский район был переименован в Мурминский район. Центром района осталась Рязань.
13 декабря 1931 года Мурминский район был упразднён. При этом Бельский, Дорофеевский и Кидусовский с/с были переданы в Спасский район, а остальная часть — в Рязанский район.